# Юкка (Аризона)
Юкка (англ. Yucca) — переписна місцевість (CDP) і невключена територія в США, в окрузі Могаве штату Аризона. Населення — 96 осіб (2020).

## Географія
Юкка розташована за координатами 34°51′47″ пн. ш. 114°8′46″ зх. д. / 34.86306° пн. ш. 114.14611° зх. д. (34.862993, -114.146145).  За даними Бюро перепису населення США в 2010 році переписна місцевість мала площу 5,79 км², уся площа — суходіл.

### Клімат
| Клімат : Юкка                                            | Клімат : Юкка | Клімат : Юкка | Клімат : Юкка | Клімат : Юкка | Клімат : Юкка | Клімат : Юкка | Клімат : Юкка | Клімат : Юкка | Клімат : Юкка | Клімат : Юкка | Клімат : Юкка | Клімат : Юкка | Клімат : Юкка |
| Показник                                                 | Січ.          | Лют.          | Бер.          | Квіт.         | Трав.         | Черв.         | Лип.          | Серп.         | Вер.          | Жовт.         | Лист.         | Груд.         | Рік           |
| Абсолютний максимум, °C                                  | 27,8          | 30,6          | 35,6          | 38,9          | 42,8          | 47,2          | 48,9          | 48,3          | 43,9          | 40,6          | 31,7          | 27,2          | 48,9          |
| Середній максимум, °C                                    | 16,4          | 19,1          | 21,8          | 26,6          | 31,9          | 38,1          | 40,6          | 39,6          | 36,2          | 29,4          | 21,5          | 16,6          | 28,2          |
| Середній мінімум, °C                                     | 3,4           | 5,1           | 6,9           | 9,9           | 15,1          | 20,4          | 24,8          | 24,0          | 19,4          | 12,8          | 6,6           | 3,3           | 12,7          |
| Абсолютний мінімум, °C                                   | −15,6         | −7,8          | −6,1          | −0,6          | 1,7           | 7,8           | 8,9           | 8,9           | 4,4           | −2,2          | −5            | −9,4          | −15,6         |
| Днів з дощем                                             | 4,0           | 3,7           | 4,5           | 2,2           | 1,6           | 0,6           | 2,2           | 3,3           | 2,4           | 2,3           | 2,0           | 2,7           | 31,5          |
| -------------------------------------------------------- | ------------- | ------------- | ------------- | ------------- | ------------- | ------------- | ------------- | ------------- | ------------- | ------------- | ------------- | ------------- | ------------- |
| Джерело: National Oceanic and Atmospheric Administration |               |               |               |               |               |               |               |               |               |               |               |               |               |

## Демографія
Згідно з переписом 2010 року, у переписній місцевості мешкало 126 осіб у 62 домогосподарствах у складі 38 родин. Густота населення становила 22 особи/км².  Було 98 помешкань (17/км²).
Расовий склад населення:
| - 92,9 % — білих - 4,0 % — корінних американців - 0,8 % — чорних або афроамериканців |

До двох чи більше рас належало 2,4 %. Частка іспаномовних становила 11,9 % від усіх жителів.
За віковим діапазоном населення розподілялося таким чином: 15,9 % — особи молодші 18 років, 60,3 % — особи у віці 18—64 років, 23,8 % — особи у віці 65 років та старші. Медіана віку мешканця становила 50,3 року. На 100 осіб жіночої статі у переписній місцевості припадало 142,3 чоловіків;  на 100 жінок у віці від 18 років та старших — 140,9 чоловіків також старших 18 років.
Середній дохід на одне домашнє господарство  становив 28 618 доларів США (медіана — 27 857), а середній дохід на одну сім'ю — 29 719 доларів (медіана — 28 750). За межею бідності перебувало 36,2 % осіб, у тому числі 100,0 % дітей у віці до 18 років та 0,0 % осіб у віці 65 років та старших.
Цивільне працевлаштоване населення становило 13 особи. Основні галузі зайнятості: будівництво — 61,5 %, мистецтво, розваги та відпочинок — 38,5 %.